# عبد الله المسند
عبد الله المسند فلكي سعودي ولد في عنيزة في منطقة القصيم عام 1966م (1386هـ). تنوعت اهتماماته ما بين التغير المناخي والدراسات الفلكية، وهو نائب رئيس جمعية الطقس والمناخ السعودية. من مؤلفاته كتاب (الربع الخالي: مشاهد وخواطر).

## التعليم
- حاصل على الدكتوراه في التغير المناخي من جامعة إيست أنقليا University of East Anglia – نورج في بريطانيا عام 1426هـ.
- حاصل على الماجستير في الجغرافية المناخية من قسم الجغرافيا في جامعة الملك سعود عام 1419هـ.
- حاصل على البكالوريوس في علم الجغرافيا من قسم الجغرافيا بفرع جامعة الإمام في القصيم عام 1410هـ.[1]

## العمل
- أستاذ المناخ المشارك بقسم الجغرافيا في جامعة القصيم.[2]
- نائب رئيس جمعية الطقس والمناخ السعودية.
- رئيس المجموعة التخصصية لدراسات المناخ والبيئة والمياه في الجمعية الجغرافية السعودية 1428- 1431هـ.
- مؤسّس ورئيس لجنة تسمية الحالات المناخية.[3][4]

## الإصدارات
| الإصدار                    | سنة النشر | ملاحظات |
| -------------------------- | --------- | ------- |
| سعودي في إسرائيل           | 2015      | [ 5 ]   |
| الربع الخالي: مشاهد وخواطر | 2017      | [ 6 ]   |